# AWA World Heavyweight Championship
O American Wrestling Association (AWA) World Heavyweight Championship foi um título mundial de pesos-pesados de luta profissional disputado na American Wrestling Association (AWA). O título foi criado em 1960 e tornou-se o mais importante prêmio da companhia até 1991, quando foi desativado com o fechamento da AWA. Como todos os bens da empresa, o título foi comprado e é atualmente propriedade da WWE.

## História
Como donos da NWA Minneapolis Boxing & Wrestling Club, uma das subsidiárias da National Wrestling Alliance (NWA) operante em Minnesota, Verne Gagne e Wally Karbo queriam realizar um combate de unificação entre Gagne e Pat O'Connor pelo título mundial dos pesos-pesados da NWA, já que ambos os lutadores poderiam ser considerados o atual campeão. Em 1957, Édouard Carpentier havia conquistado o título de Lou Thesz. A NWA, no entanto, reverteu a decisão e devolveu o título à Thesz. Mesmo assim, alguns territórios continuaram considerando Carpentier o campeão de facto, aceitando também Gagne como campeão quando ele derrotou Carpentier pelo título em Nebraska em agosto de 1958. Gagne e Karbo, então, passaram a tentar promover uma luta de unificação entre os títulos de Gagne e O'Connor, sem sucesso.
Como resultado, os dois abandonaram a NWA e transformaram a NWA Minneapolis em American Wrestling Association (NWA), criando o AWA World Heavyweight Championship no processo e reconhecendo O'Connor como primeiro campeão. Após O'Connor não defender o título em 90 dias, Gagne assumiu o campeonato. Durante a vida do título, Gagne conquistou o título 10 vezes. Após o fechamento da AWA em 1991, a WWE comprou os direitos e videoteca da companhia em 2003.

### Reinados
| #  | Lutador           | Reinados | Data                    | Dias | Local               | Notas |
| -- | ----------------- | -------- | ----------------------- | ---- | ------------------- | --- |
| 1  | Pat O'Connor      | 1        | 18 de maio de 1960      | 90   | —                   | Reconhecido como primeiro campeão por ser campeão mundial dos pesos-pesados da NWA. |
| —  | Vago              | —        | —                       | —    | —                   | Título vago após Pat O'Connor não defendê-lo no prazo de 90 dias contra Verne Gagne. |
| 2  | Verne Gagne       | 1        | 16 de agosto de 1960    | 329  | —                   | Título lhe foi dado. |
| 3  | Gene Kiniski      | 1        | 11 de julho de 1961     | 357  | Minneapolis, MN     | |
| 4  | Verne Gagne       | 2        | 8 de agosto de 1961     | 154  | Minneapolis, MN     | |
| 5  | Mister M          | 1        | 9 de janeiro de 1961    | 589  | Minneapolis, MN     | |
| 6  | Verne Gagne       | 3        | 21 de agosto de 1962    | 322  | Minneapolis, MN     | |
| 7  | Crusher Lisowski  | 1        | 9 de julho de 1963      | 11   | Minneapolis, MN     | |
| 8  | Verne Gagne       | 4        | 20 de julho de 1963     | 7    | Minneapolis, MN     | |
| 9  | Fritz Von Erich   | 1        | 8 de agosto de 1963     | 12   | Omaha, NE           | |
| 10 | Verne Gagne       | 5        | 8 de agosto de 1963     | 100  | Amarillo, TX        | Gagne derrotou Fritz Von Erich novamente em 7 de setembro de 1963 para unificar seu título à versão de Omaha do campeonato mundial dos pesos-pesados. |
| 11 | Crusher Lisowski  | 2        | 16 de novembro de 1963  | 28   | Saint Paul, MN      | |
| 12 | Verne Gagne       | 6        | 14 de dezembro de 1963  | 140  | Minneapolis, MN     | |
| 13 | Mad Dog Vachon    | 1        | 2 de maio de 1964       | 14   | Omaha, NE           | |
| 14 | Verne Gagne       | 7        | 16 de maio de 1964      | 157  | Omaha, NE           | |
| 15 | Mad Dog Vachon    | 2        | 20 de outubro de 1964   | 207  | Minneapolis, MN     | |
| 16 | Mighty Igor Vodic | 1        | 15 de maio de 1965      | 7    | Omaha, NE           | |
| 17 | Mad Dog Vachon    | 3        | 22 de maio de 1965      | 91   | Omaha, NE           | |
| 18 | Crusher Lisowski  | 3        | 21 de agosto de 1965    | 83   | Saint Paul, MN      | |
| 19 | Mad Dog Vachon    | 4        | 12 de novembro de 1965  | 365  | Omaha, NE           | Tim Woods derrota Vachon pelo título em 8 de janeiro de 1966. O presidente da AWA, Stanley Blackburn, revisa a luta em 14 de janeiro, declarando que as pernas de Woods estavam nas cordas enquanto ela realizou o pin em Vachon. Na mesma noite, a luta foi refeita e Vachon venceu. |
| 20 | Dick the Bruiser  | 1        | 12 de novembro de 1966  | 7    | Omaha, NE           | |
| 21 | Mad Dog Vachon    | 5        | 19 de novembro de 1966  | 99   | Omaha, NE           | |
| 22 | Verne Gagne       | 8        | 26 de fevereiro de 1967 | 538  | Saint Paul, MN      | |
| 23 | Dr. X             | 1        | 17 de agosto de 1968    | 14   | Bloomington, MN     | |
| 24 | Verne Gagne       | 9        | 31 de agosto de 1968    | 2625 | Minneapolis, MN     | |
| 25 | Nick Bockwinkel   | 1        | 8 de novembro de 1975   | 1714 | Saint Paul, MN      | |
| 26 | Verne Gagne       | 10       | 18 de julho de 1980     | 305  | Chicago, IL         | Gagne se aposentou enquanto campeão. |
| 27 | Nick Bockwinkel   | 2        | 19 de maio de 1981      | 467  |                     | Recebeu o título após a aposentadoria de Verne Gagne. Hulk Hogan derrotou Bockwinkel pelo título em 18 de abril de 1982 em um combate onde os dois utilizaram objetos ilegais. O presidente da AWA, Stanley Blackburn, declarou que a mudança de campeão não havia sido válida e devolveu o título para Bockwinkel em 24 de abril. |
| 28 | Otto Wanz         | 1        | 29 de agosto de 1982    | 41   | Saint Paul, MN      | |
| 29 | Nick Bockwinkel   | 3        | 9 de outubro de 1982    | 502  | Chicago, IL         | Jerry Lawler derrotou Bockwinkel pelo título em 27 de dezembro de 1982, mas a decisão foi contestada. Bockwinkel derrotou Lawler em uma revanche em 10 de janeiro de 1983. Hulk Hogan derrotou Bockwinkel pelo título em uma luta sem desqualificação em 24 de abril de 1983. O presidente da AWA, Stanley Blackburn, mesmo sem poder desqualificar Hogan por jogar Bockwinkel para fora do ringue pela corda mais alta, devolveu o título para Bockwinkel. |
| 30 | Jumbo Tsuruta     | 1        | 23 de fevereiro de 1984 | 80   | Tóquio, Japão       | |
| 31 | Rick Martel       | 1        | 13 de maio de 1984      | 595  | Saint Paul, MN      | |
| 32 | Stan Hansen       | 1        | 29 de dezembro de 1985  | 182  | East Rutherford, NJ | |
| 33 | Nick Bockwinkel   | 4        | 29 de junho de 1986     | 307  | Denver, CO          | Recebeu o título após Stan Hansen deixar a AWA como campeão. |
| 34 | Curt Hennig       | 1        | 2 de maio de 1987       | 373  | São Francisco, CA   | |
| 35 | Jerry Lawler      | 1        | 9 de maio de 1988       | 256  | Memphis, TN         | Derrotou Kerry Von Erich em 13 de dezembro de 1988 para unificar o título ao título mundial dos pesos-pesados da WCWA. |
| —  | Vago              | —        | 20 de janeiro de 1989   | 18   | —                   | Jerry Lawler deixou o título após sua empresa, a Continental Wrestling Association (CWA), encerrar sua parceria com a AWA. |
| 36 | Larry Zbyszko     | 1        | 7 de fevereiro de 1989  | 368  | Saint Paul, MN      | Zbyszko conquistou o título ao vencer uma battle royal, eliminando, por último, Tom Zenk. |
| 37 | Mr. Saito         | 1        | 10 de fevereiro de 1990 | 57   | Tóquio, Japão       | |
| 38 | Larry Zbyszko     | 2        | 8 de abril de 1990      | 248  | Saint Paul, MN      | |
| —  | Desativado        | —        | 12 de dezembro de 1990  | —    | —                   | Título vago após Larry Zbyszko deixar a AWA e desativado com o fechamento da AWA em 1991. |

## Lista de reinados combinados
| Nº  | Campeão           | Nº de reinados | Dias combinados |
| --- | ----------------- | -------------- | --------------- |
| 1.  | Verne Gagne       | 10             | 4677            |
| 2.  | Nick Bockwinkel   | 4              | 2990            |
| 3.  | Mad Dog Vachon    | 5              | 776             |
| 4.  | Larry Zbyszko     | 2              | 616             |
| 5.  | Rick Martel       | 1              | 595             |
| 6.  | Mister M          | 1              | 589             |
| 7.  | Curt Hennig       | 1              | 373             |
| 8.  | Gene Kiniski      | 1              | 357             |
| 9.  | Jerry Lawler      | 1              | 256             |
| 10. | Stan Hansen       | 1              | 182             |
| 11. | Crusher Lisowski  | 3              | 122             |
| 12. | Pat O'Connor      | 1              | 90              |
| 13. | Jumbo Tsuruta     | 1              | 80              |
| 14. | Mr. Saito         | 1              | 57              |
| 15. | Otto Wanz         | 1              | 41              |
| 16. | Dr. X             | 1              | 14              |
| 17. | Friz Von Erich    | 1              | 12              |
| 18. | Mighty Igor Vodic | 1              | 7               |
| 18. | Dick the Bruiser  | 1              | 7               |